# René Bérenger

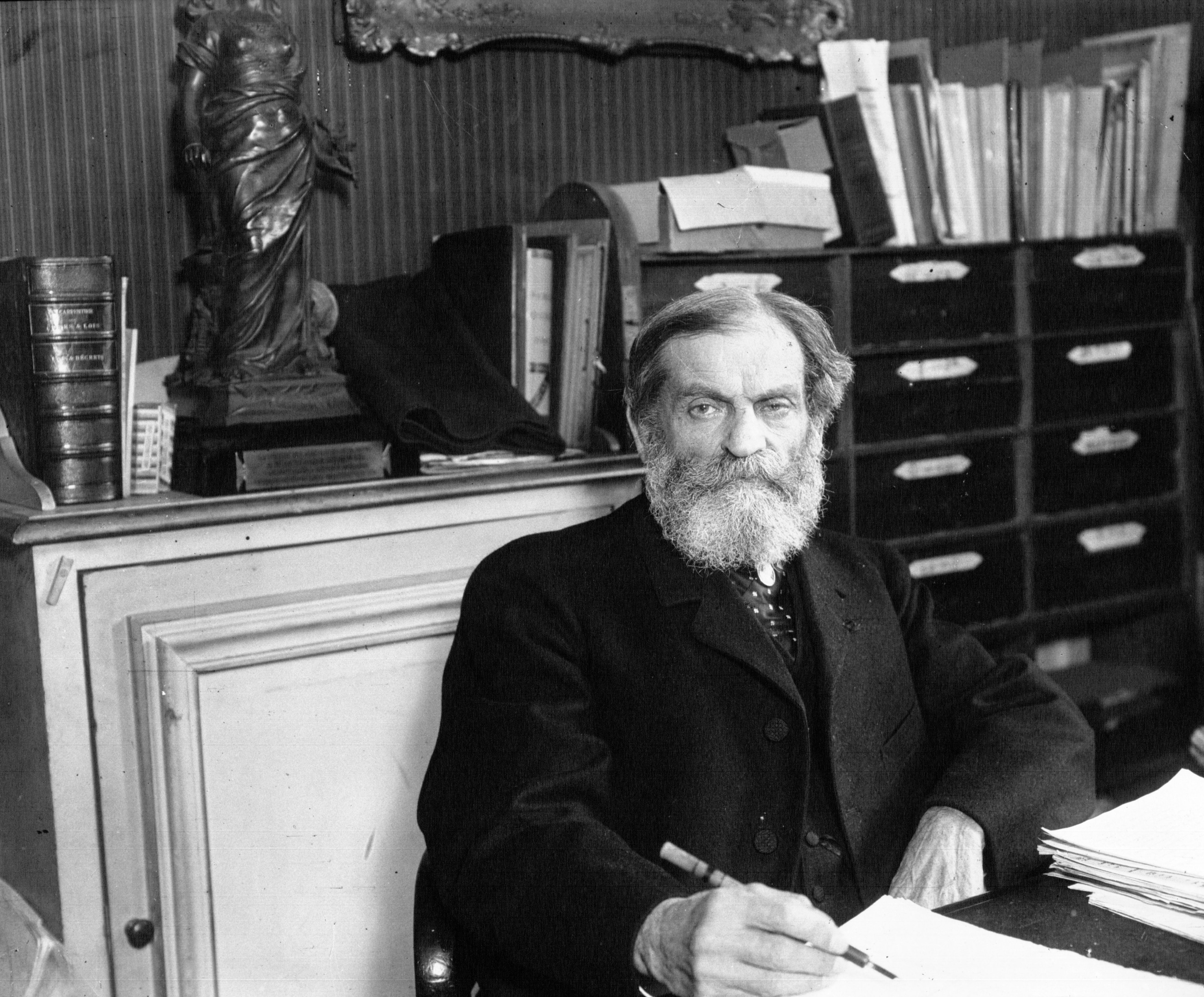
René Bérenger 1910

René Bérenger (* 22. April 1830 in Bourg-lès-Valence; † 29. August 1915 in Alincourt) war ein französischer Politiker der Dritten Republik.

## Leben
René Bérenger wurde als Sohn des Politikers Alphonse Bérenger, Abgeordneter und Pair von Frankreich, und Étiennette Rigaud de Lisle, Tochter des Politikers Louis-Michel Rigaud de l’Isle, geboren.
Sein Amt als Generalanwalt in Lyon gab er  auf, um sich zu Kriegsbeginn 1870 als Freiwilliger zu melden. 1873 war er kurzzeitig Minister für öffentliche Arbeiten in den Regierungen Jules Dufaures. Von 1871 bis 1876 war er als Vertreter des Centre gauche Parlamentsabgeordneter und anschließend unabsetzbarer Senator.
Bérenger trat 1890 in der Académie des sciences morales et politiques die Nachfolge des Juristen Charles Lucas an. Er setzte sich für die Modernisierung der Strafrechtspolitik ein: Die nach ihm benannten Gesetze von 1885 und 1891 führten die bedingte Entlassung ein. Außerdem verschärften sie die Strafen für Wiederholungstäter. Gleichzeitig war er Vorsitzender der Société générale pour le patronage des libérés (Allgemeine Gesellschaft zur Förderung von Haftentlassenen).

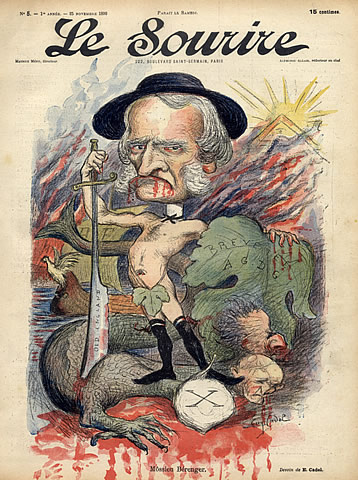
Titelseite Le Sourire 25. November 1899

Ab 1892 leitete er auch eine Kampagne für die Einhaltung der guten Sitten, die ihm den Spitznamen „Père la Pudeur“ (Vater der Schamhaftigkeit) einbrachte. Der Prozess, den er im folgenden Jahr gegen die Schamlosigkeit des Bal des Quat'z'Arts anzettelte, artete in Unruhen im Quartier Latin aus. Die meisten satirischen Periodika belasteten ihn, wie zum Beispiel Le Sourire im November 1899 mit einer Titelzeichnung von Eugène Cadel.
In den Jahren 1907 und 1908 verfasste er mehrere Gesetzesentwürfe zur Regulierung der Prostitution, insbesondere der Prostitution Minderjähriger.

## Ehrungen
Bérenger wurde 1869 als Ritter der Ehrenlegion ausgezeichnet.

## Spottlied
Er wurde zeitgenössisch in einem Chanson als „Père la Pudeur“ verspottet. Das Lied hatte als Refrain die Zeilen:
„Monsieur Bérenger, Tu nous emmerdes, Monsieur Bérenger, Tu nous fais chier !“ (Herr Bérenger, du gehst uns auf die Nerven!)